# Panabo
Panabo è una città componente delle Filippine, situata nella Provincia di Davao del Norte, nella Regione del Davao.
Panabo è formata da 40 baranggay:
- A. O. Floirendo
- Buenavista
- Cacao
- Cagangohan
- Consolacion
- Dapco
- Datu Abdul Dadia
- Gredu (Pob.)
- J.P. Laurel
- Kasilak
- Katipunan
- Katualan
- Kauswagan
- Kiotoy
- Little Panay
- Lower Panaga (Roxas)
- Mabunao
- Maduao
- Malativas
- Manay

- Nanyo
- New Malaga (Dalisay)
- New Malitbog
- New Pandan (Pob.)
- New Visayas
- Quezon
- Salvacion
- San Francisco (Pob.)
- San Nicolas
- San Pedro
- San Roque
- San Vicente
- Santa Cruz
- Santo Niño (Pob.)
- Sindaton
- Southern Davao
- Tagpore
- Tibungol
- Upper Licanan
- Waterfall